# ذبابة الدماغ الظاهري

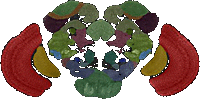
رمز ذبابة الدماغ الظاهري

ذبابة الدماغ الظاهري (بالإنجليزية: Virtual Fly Brain)‏، هي أداة تفاعلية قائمة على الويب تسمح لعلماء الأحياء العصبية باستكشاف التشريح العصبي التفصيلي والتعبير الجيني المتحور والأنماط الظاهرية المرتبطة بدماغ ذبابة همجة الأبحاث. يمكن للمستخدمين تصفح مكدسات صور ثلاثية الأبعاد المرسومة لدماغ همجة الأبحاث، واختيار أي مستوى من القسم الذي يريدونه والنقر على المناطق المطلية للعثور على تعريفات الأسماء والمراجع والمرادفات للمنطقة المختارة. لكل منطقة، يمكنهم تشغيل استعلامات للعثور على الخلايا العصبية والتعبير الجيني والأنماط الظاهرية. لكل خلية عصبية عُثر عليها، يمكن للمستخدمين تصفح التعريفات والمراجع والمرادفات.

## خلفية
ذبابة الدماغ الظاهري هو تطبيق عام قائم على الويب يسمح بتصفح مكدسات صور ثلاثية الأبعاد والاستعلام عن قاعدة بيانات التشريح والتعبير الأساسية التي تحتفظ بها فلاي بيس. يُنفذ مشروع ذبابة الدماغ الظاهري من قبل باحثين في جامعة كامبريدج وجامعة إدنبرة.

## تفاصيل تقنية
تُستخدم ذبابة الدماغ الظاهري نموذج الأنطولوجيا لتشريح ذبابة الفاكهة مكتوباً في لغة أنطولوجيا الويب 2 ويستند إلى أدب ذبابة الفاكهة. هذا يحتوي على معلومات مفصلة حول كل من التشريح العصبي الإجمالي، وفئات الخلايا العصبية والعلاقات بينهما. يوجد وراء كل استعلام تشريح عصبي استعلام عن هذه الأنطولوجيا في لغة أنطولوجيا الويب - منطق الوصف.
تستخدم استعلامات النمط الظاهري والتعبير الحجم الكبير من بيانات التعبير والنمط الظاهري في فلاي بيس المشروحة باستخدام أنطولوجيا تشريح ذبابة الفاكهة. يبدأ كل استعلام تعبير أو نمط ظاهري باستعلام عن أنطولوجيا التشريح للمصطلحات المناسبة للمنطقة المختارة. ثم تُستخدم مخرجات هذا الاستعلام كإدخال لاستعلام قاعدة بيانات فلاي بيس تشادو للتعبير أو النمط الظاهري المشروح باستخدام هذه المصطلحات.
تُسلم الصور في العارض كسلسلة من المربعات التي تغطي المنطقة المرئية فقط في نافذة المتصفح. يُنتج البلاط من كائن ثلاثي الأبعاد وولز مركب يمثل الهيكل العام والمجالات المطلية الفردية.

## روابط خارجية
- virtualflybrain.org
- FlyBase